# 天野和明
天野 和明（あまの かずあき、1977年2月23日 - ）は、アルパインクライマー。山岳ガイド。

## 概要
山梨県大和村（現甲州市）出身。
明治大学法学部卒。明治大学体育会山岳部炉辺会所属、同山岳部コーチ。山岳同人 チーム84所属。
日本山岳会青年部所属。同人クライミングファイト所属。国立登山研修所登山指導員。
ICI石井スポーツ新宿西口店に勤務。夏季期間中は富士山 山梨県側八合目にある太子舘（富士山吉田口旅館組合）に所属しガイドをしている(富士吉田市認定富士山ガイド)。
2010年よりICI石井スポーツ登山学校講師、2016年より校長。
2013年より甲州市観光大使。

## エピソード
- 高校時代に植村直己に憧れ、植村直己と同じ明治大学に進学、体育会山岳部に所属した。[4][5]
- 加藤慶信とは同じ山梨県出身、明治大学山岳部ということもあり、2人で登山をしたときは頂上で持参した「風林火山」の旗をはためかせ、喜びを分かち合った。一緒に都内の登山用品店に勤め、富士山の山小屋で山岳ガイドとしてともに働いた。
- 2007年に東京都が小笠原諸島の世界遺産登録を目指して行なった南硫黄島調査では、ルート開拓や荷物運びで研究者たちをサポートをした。翌2008年には北硫黄島の調査を同様にサポートした。[4]10年越の2017年6月に行われた南硫黄島での学術調査でも再度研究者たちをサポートすることとなった。[6][7]
- 一村文隆、佐藤裕介との海外遠征時に使用された「GIRI GIRI BOYS」というグループ名称は、主に役所などへの申請用に便宜的に使われたものであって、GIRI GIRI BOYSという登山家グループを結成しているわけではない。[8]
- 2009年にピオレドール賞を受賞したときはICI石井スポーツでアルバイトをしていたが、受賞をきっかけに時給が50円上がった。[9]
- 2013年8月に富士山吉田口ルートにおけるGoogle Map Street Viewの撮影を行った。[10]
- 2014年1月よりスズキ・ハスラーの広告モデルの1人を務める。HUSTLER LIFEという特設サイトで、ハスラーとアウトドアスポーツというテーマでの記事型広告で「HUSTLER X TREKKING」編に登場し、登山の案内役を務めた。[11]

## 経歴
- 1992年甲州市立大和中学校卒業
- 1995年山梨学院大学附属高等学校卒業
- 2001年明治大学法学部卒業
- 2003年読売新聞スポーツ賞　植村直己冒険賞特別賞受賞
- 2004年山梨日日新聞野口賞受章
- 2008年カランカ北壁初登攀によって「第3回ピオレドール・アジア」（金のピッケル賞アジア版）を日本人初受賞[12]
- 2009年カランカ北壁初登攀によって「第17回ピオレドール賞」を日本人初受賞
- 2009年スパンティーク北西壁のアルパインスタイルによる登攀によって「第4回ピオレドール・アジア」にノミネート
- 2010年読売新聞スポーツ賞

## 主な海外登山歴
- 2001年7月10日 - ガッシャーブルムII峰[南西稜] (8,035m/パキスタン) 登頂。(明治大学山岳部隊:高橋和弘, 加藤慶信, 天野和明, 森章一, 早川敦, 谷山宏典)[13]
- 2001年8月13日 - ガッシャーブルムI峰[北壁ジャパニーズクーロワール] (8,068m/パキスタン) 登頂(無酸素)。(明治大学山岳部隊:高橋和弘, 加藤慶信, 天野和明, 森章一, 早川敦, 谷山宏典)※ガッシャーブルムII峰、I峰連続登頂[13]
- 2002年10月3日 - ローツェ[西壁] (8,516m/ネパール) 日本人初登頂(無酸素)。(明治大学山岳部隊:三谷統一郎, 高橋和弘, 加藤慶信, 森章一, 天野和明、松本浩)[13]
- 2003年5月16日 - アンナプルナI峰[南壁] (8,091m/ネパール) 登頂(無酸素)。(明治大学山岳部隊:高橋和弘, 加藤慶信, 天野和明, 森章一, 早川敦)[13]
- 2005年10月 - ヨセミテ国立公園ワシントンコラム プラウ(V 5.6 C2F)
- 2005年10月 - エルキャピタン タンジェリントリップ(VI 5.8 A2orC3F)
- 2006年5月3日 - チョ・オユー[西北西陵] (8,201m/チベット)登頂(無酸素)。(加藤慶信, 天野和明)[13]
- 2006年5月18日 - シシャパンマ[北壁アンチ・ヒンクスルート](8,027m/チベット)登頂(無酸素)。(加藤慶信, 天野和明)[13]
- 2006年10月 - ヨセミテ国立公園、ジョシュアツリー ボルダリングツアー
- 2006年11月 - アマ・ダブラム[南西稜] (6,812m/ネパール) ガイドアシスタントとして3名のクライアントと登頂。
- 2007年3月 - ポーラーサーカス(カナダ) 登攀。
- 2008年3月 - モンブラン・デュ・タキュル[北東壁](4,248m) スーパークーロワール ED2 IV 5+ M6
- 2008年3月 - レ・ドロワット西峰[北壁](3,984m) メスナールート～レ・ジナットルート ED2 IV 5 M5
- 2008年9月 - カランカ[北壁] (6,931m/インド) アルパインスタイルによる初登攀に成功。(GIRI GIRI BOYSインドヒマラヤ登山隊2008:天野和明, 一村文隆, 佐藤裕介)
- 2009年4月 - マッターホルン[東壁] (スイス) 登頂。
- 2009年4月 - メンヒ(フランス) 登頂。
- 2009年7月 - スパンティーク[北西壁] (7,027m/パキスタン) アルパインスタイルによる第3登に成功。(GIRI GIRI BOYSカラコルムヒマラヤスパンティーク登山隊2008:天野和明, 一村文隆, 佐藤裕介)[14]。

## TVラジオ出演
- 2012年4月6日-現在 エフエム東京系「石井スポーツグループ presents 山小屋通信」
- 2017年12月8日 テレビ東京「本当にあった(秘)ミステリー」極寒の雪山で遭難…奇跡の生還![15]
- 2018年9月16日 NHK「NHKスペシャル」秘島探検 東京ロストワールド 第1集 南硫黄島[6][7]